# Biển Wandel
Biển Wandel (tiếng Đan Mạch: Wandelhavet còn có tên là Biển McKinley) là một vùng nước nằm ở Bắc Băng Dương, kéo dài từ Tây Bắc Greenland đến Svalbard. Biển bị tắc nghẽn bởi băng hầu hết trong năm.
Biển được đặt tên theo tên của nhà thủy văn thám hiểm vùng cực người Đan Mạch, Phó Đô đốc Carl Frederick Wandel, đã từng khám phá các vùng nước bờ biển Greenland giai đoạn 1895-96 như là một phần của Thám hiểm Ingolf Đan Mạch.

## Địa lý
Biển thuộc Bắc cực này nằm ở vĩ tuyến 82 Bắc và kinh tuyến 21 Tây. Các biển xa hơn về phía Bắc và Tây Bắc của biển từng bị đóng băng quanh năm nhưng nay có thể có vùng nước mở vào cuối hè, tính đến tháng 8 năm 2018  Biển Wandel trải dài về phía Tây cho đến Cape Morris Jesup. Xa hơn về phía Tây là biển Lincoln. Ở phía Nam, biển kéo dài đến Nordostrundingen. Biển Wandel liên thông với biển Greenland về phía Nam xuyên qua eo biển Fram.
Independence Fjord và Frederick E. Hyde Fjord là hai vịnh hẹp lớn nằm ở bờ biển xa phía đông bắc Greenland có cửa miệng ở biển Wandel. G.B. Schley Fjord và Hellefisk Fjord là những vịnh hẹp nhỏ hơn nằm giữa cả hai.
Một số quần đảo/đảo đáng chú ý là: đảo nữ hoàng Thyra (đảo lớn nhất), đảo Kaffeklubben (đảo xa nhất về phía Bắc), cũng như đảo nữ hoàng Dagmar, nằm cách Station Nord, Greenland không xa, là nơi duy nhất có cư dân sinh sống.